# Császártöltés
Császártöltés är en ort i Ungern.   Den ligger i provinsen Bács-Kiskun, i den centrala delen av landet, 120 km söder om huvudstaden Budapest. Császártöltés ligger 109 meter över havet och antalet invånare är 2 649.
Terrängen runt Császártöltés är platt. Runt Császártöltés är det glesbefolkat, med 8 invånare per kvadratkilometer. Närmaste större samhälle är Kecel, 12,6 km norr om Császártöltés. Omgivningarna runt Császártöltés är en mosaik av jordbruksmark och naturlig växtlighet.